# Filme épico
Épico, no sentido cinematográfico, é um gênero que retrata contos de grandes heróis, onde todo seu centro se baseia em apenas um personagem principal ou de um povo. Contam tipicamente com grande produção, temas dramáticos sendo um grande espetáculo. O uso do termo mudou ao longo do tempo, às vezes, designa um gênero de filme e outras vezes é simplesmente sinônimo de filme de grande orçamento. 
Os filmes seguem o sentido clássico da literatura sendo focado em um personagem heroico. A natureza ambiciosa de um épico ajuda a definir e o diferenciar de outros tipos de filme, tais como filmes de épocas ou  aventuras. Filmes épicos normalmente contam um evento histórico ou mítico, adicionados a cenários extravagantes e trajes luxuosos, acompanhado de uma marcante trilha sonora e grande elenco, que iria torna-lo um dos mais caros filmes produzidos. Os temas mais comuns de filmes épicos são guerreiros, gladiadores e / ou figuras de vários períodos da história mundial. Além de filmes históricos, filmes de fantasia como O Senhor dos Anéis e Star Wars, também incorporam os elementos acima citados do cinema épico. 

## Subgêneros e exemplos

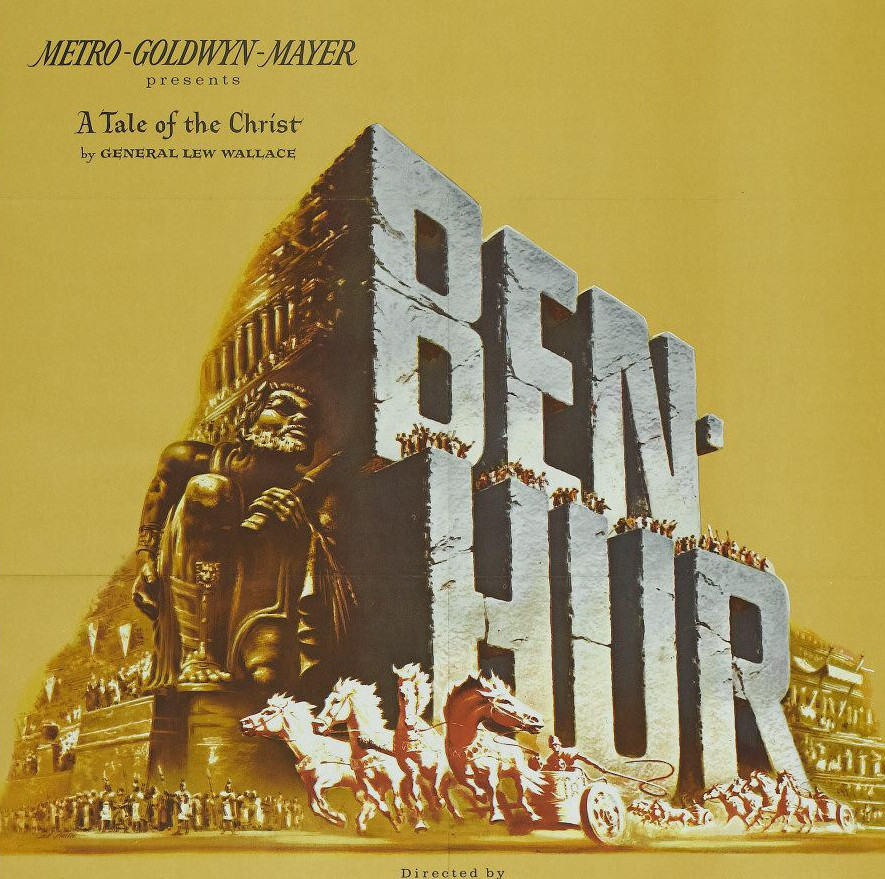
Ben-Hur, vencedor de 11 Óscars, é um dos mais notáveis épicos de todos os tempos.

### Épicos de guerra
São geralmente focados em batalhas especificas, campos de concentração ou as consequências de viver na guerra ou no país ocupado. 
- The Good, the Bad and the Ugly (1966)
- Master and Commander: The Far Side of the World (2003)
- The Bridge on the River Kwai (1957)
- A Lista de Schindler (1993)
- Saving Private Ryan (1998)
- The Thin Red Line  (1998)

### Épicos históricos
Forma mais comum de épicos, geralmente se focam num evento e pessoa que mudou os rumos da História, frequentemente se passando nas antigas, Roma, Grécia ou Egito.
- Intolerância (1916)
- A Volta ao Mundo em Oitenta Dias (1956)
- Guerra e Paz (1956)
- Spartacus (1960)
- Lawrence da Arabia (1962)
- Cleópatra (1963)
- Barry Lyndon (1975)
- Gandhi (1982)
- Dança com Lobos (1990)
- Coração Valente (1995)
- Gladiador (2000)
- O Último Samurai (2003)
- Tróia(2004)
- Alexandre (2004)
- 300 (2007)
- The Revenant (2015)
- RRR (filme) (2022)

### Épicos bíblicos
São super produções que contam histórias bíblicas, geralmente envolvem Jesus, Moisés e demais patriarcas ou se passam nos primeiros anos da era cristã.
- Noah's Ark (1928)
- Sansão e Dalila (1949)
- Quo Vadis (1951)
- Os Dez Mandamentos (1956)
- Ben-Hur (1959)
- O Rei dos Reis (1961)
- O Príncipe do Egito (1998 - animação)
- José - Rei dos Sonhos (2000 - animação)
- A Paixão de Cristo (2004)
- Noé (2014)
- Os Dez Mandamentos - O Filme (2016)
- Ben-Hur (2016)

### Romances épicos
O romance em si é muitas vezes retratado em um contraponto à guerra, conflito ou eventos políticos no fundo da história. Nesses filmes, o romance e relacionamentos do personagem principal são a peça central da história, ao invés de uma subtrama. Gone With The Wind é considerado o arquétipo dos romances épicos.
- Gone with the Wind (1939)
- Doutor Jivago (1965)
- Out of Africa (1985)
- O Paciente Inglês (1996)
- Titanic (1997)
- Tristão e Isolda (2006)
- Atonement (2007)

### Fantasia e ficção científica épicas
Esse subgênero após o sucesso de Star Wars em 1977, virou um protótipo comum para franquias com teor mitológico que se inspiram na Jornada do Herói do Joseph Campbell. 
- 2001: Uma Odisseia no Espaço (1968)
- Planet of the Apes (1968)
- Star Wars (série de filmes)
- Piratas do Caribe (série de filmes)
- Avatar (série de filmes)
- Senhor dos Anéis-O Hobbit (série de filmes)
- Harry Potter (série de filmes)
- As Crônicas de Nárnia (série de filmes)
- Percy Jackson (série de filmes)
- The Hunger Games (série de filmes)